# 奧利佛·西斯貝格
奧利弗·西斯貝格（1957年12月29日—）是一名德國導演，知名作品包括《死亡實驗》和《帝國毀滅》，後者於2005年獲第77届奥斯卡最佳外語片獎提名。

## 作品
- 2001：死亡實驗
- 2004：帝國毀滅
- 2005：一名很普通的猶太人（德语：Ein ganz gewöhnlicher Jude (Film)）
- 2007：恐怖拜訪
- 2009：天堂五分鐘
- 2013：黛安娜[5]
- 2015：帝國毀滅：關鍵13分鐘
- 2019：刑案偵訊室：德國（網飛劇集）

## 外部連結
- 奧利佛·西斯貝格在互联网电影资料库（IMDb）上的資料（英文）
- 奧利佛·西斯貝格在豆瓣上的资料（简体中文）